# Ožezi
Ožezi  (cyr. Ожези) – wieś w Czarnogórze, w gminie Podgorica. W 2003 roku liczyła 8 mieszkańców.